# Charaxes psaphon
Espèce
Charases psaphon est une espèce d'insectes lépidoptères (papillons) de la famille des Nymphalidae, de la sous-famille des Charaxinae et du genre Charaxes.

## Dénomination
Charaxes psaphon a été nommé par John Obadiah Westwood en 1847.

### Sous-espèces
- Charaxes psaphon psaphon ; présent au Sri Lanka.
- Charaxes psaphon imna Butler, 1870 ; présent en Inde[1].

### Noms vernaculaires
Charaxes psaphon imna se nomme Indian Tawny Rajah ou Indian Plain Tawny Rajah en anglais,.

## Description
Charaxes psaphon est un grand papillon au dessus marron et orange avec toute la partie basale orange et la partie distale marron avec une petite queue aux ailes postérieures.
Le dessous est beige argenté et orange.

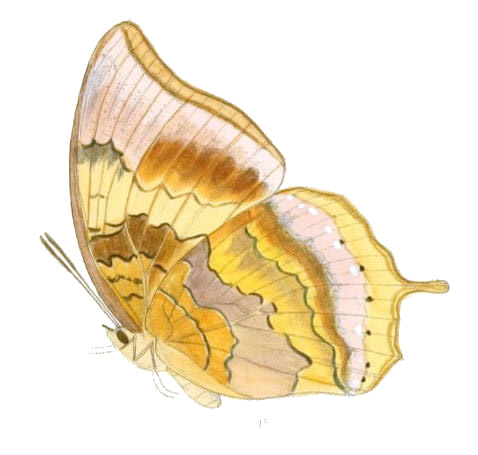
Revers.

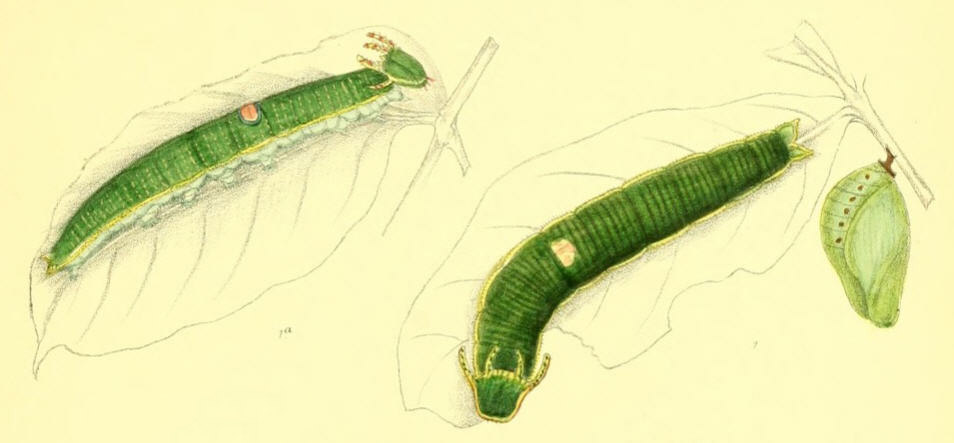
Chenilles.

### Chenille
La chenille est verte marquée d'une ligne jaune sur les flancs.

## Biologie

### Plantes hôtes
Les plantes hôtes de la chenille sont des Meliaceae dont Aglaia roxburghiana.

## Écologie et distribution
Il est présent en Asie du sud-est, en Inde et au Sri Lanka.

### Biotope
Il réside dans et à proximité des forêts.